# Betta akarensis
Акарська бійцівська рибка (Betta akarensis) — тропічний прісноводний вид риб з родини осфронемових (Osphronemidae), підродини макроподових (Macropodusinae).
Був описаний на основі єдиного зразка, виловленого в річці Акар (малай. Sungai Akar) у центральному Сараваці на півночі острова Калімантан. Від цієї річки він і отримав свою наукову назву akarensis.
Акарська бійцівська рибка дала свою назву групі близьких видів Betta akarensis, що включає B. akarensis, B. antoni, B. aurigans, B. balunga, B. chini, B. ibanorum, B. pinguis, B. obscura.

## Опис
Вид може сягати 14 см загальної довжини. Максимальна стандартна (без хвостового плавця) довжина досліджених зразків становить 79,7 мм, а загальна довжина — 134,4-154,2 % стандартної. Тіло відносно міцне, його висота біля початку спинного плавця становить 25,1-30,9 % стандартної довжини. Довжина голови становить 29,8-34,9 % стандартної довжини, діаметр орбіт очей 24,5-32,3 %, а довжина нижньої щелепи 25,4-34,4 % довжини голови. Верхня щелепа поширюється нижче задньої ніздрі. Зрілі самці мають впалий профіль голови.
Хвостовий плавець ланцетний, спинний та анальний загострені, черевні нитчасті. В спинному плавці 1 твердий і 7-8 м'яких променів, довжина основи спинного плавця становить 9,9-14,1 %, предорсальна (до початку плавця) довжина — 64,3-70,0 % стандартної довжини. В анальному плавці 1-2 твердих і 26-28 м'яких променів (всього 28-30), преанальна довжина становить 43,4-48,5 %, довжина основи анального плавця — 49,6-56,8 % стандартної довжини. В грудних плавцях по 12-13 променів. Довжина черевних плавців — 30,0-50,0 % стандартної довжини.
Хребців: 31-32. 31-32 бічних луски.
Забарвлення сіре або коричнювате, варіює від однотонного до смугастого. Коли на тілі виступають три темні поздовжні смуги, вони можуть розпадатися на окремі цятки. Верхня смуга розташована на спині, друга проходить серединою тіла, третя — знаходиться в його нижній частині. Центральна смуга є найбільш виразною. Через око проходить горизонтальна чорна смужка, яка є продовженням центральної смуги на тілі. Очі жовті. Плавці не мають яскравих кольорів. Кінчики черевних плавців білі.
Самців відрізняють подовжені й загострені на кінці непарні (спинний, анальний та хвостовий) плавці, блакитно-зелений лиск на тілі, горлі та зябрових кришках, чіткі поперечні смужки на хвостовому плавці та чорна облямівка на анальному. Під час нересту смуги на тілі в самців щезають, а в самок, навпаки, посилюються, центральна та нижня при цьому зливаються в одну.

## Поширення
Вид широко розповсюджений на півночі острова Калімантан: в центральному та північному Сараваці (Малайзія) й у Брунеї. Орієнтовно територія його поширення становить 38 630 км², проте її справжні межі невідомі.
Вид, як правило, зустрічається в чорноводних і чистих струмках з кислою водою, розташованих серед торфових болотних лісів, а також у гірських струмках на ділянках з повільною течією з товстим шаром опалого листя на дні та густою прибережною рослинністю, що звисає над водою. Параметри води: показник pH 5,5-6,8, твердість до 12 °dH, температура 21–27 °C.

## Утримання в акваріумі
Вид дуже рідко зустрічається в акваріумах.
Для пари риб рекомендується акваріум на 80 літрів з густою рослинністю. Бокові та задню стінки затемнюють, надають рибам схованки. За таких умов Betta akarensis почувається спокійно й може утримуватися разом із іншими дрібними видами. До складу води вид не сильно вибагливий і дуже адаптивний. Рекомендовані параметри води: pH 5,0-7,6, твердість 7-12 °dH, температура 20-25 °C. В акваріумі забезпечують течію, а ще забарвлюють та підкисляють воду листям бука або дуба.
Годують риб живими та замороженими кормами, додатково дають сухі пластівці або дрібні гранули.

## Розведення
Betta akarensis нереститься у спосіб, характерний для інших представників роду, що інкубують ікру в роті. Для розведення необхідна м'яка й кисла вода. Досвід акваріумістів свідчить, що стимулом до нересту риб може бути значна заміна води або певні зміни в погодних умовах, зокрема зниження атмосферного тиску.
Відчуваючи наближення нересту, самець стає дуже полохливим. Його забарвлення темнішає, стає коричневим із зеленим лиском. Залицяючись до самки, самець плаває навколо неї, розправляє плавці й вібрує ними, стоячи на місці. Самка уникає самця, поки не буде готова до нересту. Про готовність самки до нересту свідчить поява у неї на тілі трьох чітких бічних смуг, забарвлення яких посилюється й залишається таким, поки не відбудеться нерест.
Самка ініціює нерест, неодноразово штовхаючи самця, веде його до вільного місця серед рослинності. Спаровування відбуваються біля дна, риби обіймаються в типовий для бійцівських рибок спосіб. Спочатку протягом декількох годин обійми відбуваються без відкладання ікри. Коли риби врешті починають нереститися, під час кожних обіймів відкладається до 30 ікринок розміром 1,2 мм в перетині. Риби демонструють типовий обмін ікрою між самкою та самцем. Самка першою звільняється від шлюбних обіймів і починає збирати запліднені ікринки з вигнутого тіла самця. Потім вона випльовує їх по декілька штук самцеві, й той ковтає їх і збирає в горловому мішку для оральної інкубації. Самець іноді відмовляється ловити ікринки, але самка продовжує підбирати їх і випльовувати самцеві, поки всі вони врешті не опиняться в роті самця. Після цього відбуваються наступні обійми й процедура повторюється. Весь процес нересту може тривати до дванадцяти годин. Всього рибки відкладають близько 60 ікринок, але їх може бути й понад 100 штук.
Після закінчення нересту самець з роздутими щоками відступає в схованку, а самка стоїть на сторожі, охороняючи самця. Набряк горла зазвичай зменшується на 3-й день, а тоді, приблизно на 7-й день, воно знову набухає. Бажано забрати самку з нерестовища протягом трьох днів після нересту. Якщо цього не зробити, самець може проковтнути ікру й наступного дня почати новий нерест. Молоді самці під час перших кількох нерестів, як правило, ковтають ікру, але надалі вони нормально виношують потомство. Самцеві під час інкубації потрібно забезпечити максимальний спокій.
Інкубаційний період триває 10-11 днів. Коли приходить час випускати потомство, самець стає досить нервовим і полохливим. Спочатку він випускає декількох малят, через деякий час — ще кількох, тоді більше, приблизно по 10 штук за раз. Після закінчення виношування потомства самцеві рекомендується дати відпочити й щонайменше 2 тижні тримати в окремому акваріумі, перш ніж він буде нереститися знову.
Новонароджені мальки акарської бійцівської рибки мають розмір 0,6 см завдовжки й відразу беруть наупліуси артемій. Ростуть вони досить швидко й на кінець другого місяця можуть досягти 2,5 см завдовжки.

## Відео
- Betta akarensis biotope (Brunei, Borneo) на YouTube by CE Fish Essentials